# Seven de Escocia 2012
El Seven de Escocia de 2012 fue la sexta edición del torneo escocés de rugby 7, fue el octavo torneo de la temporada 2011-12 de la Serie Mundial Masculina de Rugby 7.
Se disputó en la instalaciones del Scotstoun Stadium de Glasgow.

## Fase de grupos

### Grupo A
| Equipo         | Encuentros | Encuentros | Encuentros | Encuentros | Tantos  | Tantos    | Tantos     | Puntos |
| Equipo         | jugados    | ganados    | empatados  | perdidos   | a favor | en contra | diferencia | Puntos |
| -------------- | ---------- | ---------- | ---------- | ---------- | ------- | --------- | ---------- | ------ |
| Inglaterra     | 3          | 3          | 0          | 0          | 78      | 33        | +45        | 9      |
| Australia      | 3          | 2          | 0          | 1          | 71      | 59        | +12        | 7      |
| Estados Unidos | 3          | 1          | 0          | 2          | 55      | 62        | −7         | 5      |
| Kenia          | 3          | 0          | 0          | 3          | 47      | 97        | −50        | 3      |

Nota: Se otorgan 3 puntos al equipo que gane un partido, 2 al que empate y 1 al que pierda

### Grupo B
| Equipo        | Encuentros | Encuentros | Encuentros | Encuentros | Tantos  | Tantos    | Tantos     | Puntos |
| Equipo        | jugados    | ganados    | empatados  | perdidos   | a favor | en contra | diferencia | Puntos |
| ------------- | ---------- | ---------- | ---------- | ---------- | ------- | --------- | ---------- | ------ |
| Nueva Zelanda | 3          | 3          | 0          | 0          | 119     | 26        | +93        | 9      |
| Samoa         | 3          | 2          | 0          | 1          | 67      | 53        | +14        | 7      |
| España        | 3          | 1          | 0          | 2          | 41      | 62        | −21        | 5      |
| Francia       | 3          | 0          | 0          | 3          | 21      | 107       | −86        | 3      |

### Grupo C
| Equipo    | Encuentros | Encuentros | Encuentros | Encuentros | Tantos  | Tantos    | Tantos     | Puntos |
| Equipo    | jugados    | ganados    | empatados  | perdidos   | a favor | en contra | diferencia | Puntos |
| --------- | ---------- | ---------- | ---------- | ---------- | ------- | --------- | ---------- | ------ |
| Fiyi      | 3          | 3          | 0          | 0          | 115     | 12        | +103       | 9      |
| Argentina | 3          | 2          | 0          | 1          | 43      | 66        | −23        | 7      |
| Portugal  | 3          | 1          | 0          | 2          | 34      | 59        | −25        | 5      |
| Zimbabue  | 3          | 0          | 0          | 3          | 28      | 83        | −55        | 3      |

### Grupo D
| Equipo    | Encuentros | Encuentros | Encuentros | Encuentros | Tantos  | Tantos    | Tantos     | Puntos |
| Equipo    | jugados    | ganados    | empatados  | perdidos   | a favor | en contra | diferencia | Puntos |
| --------- | ---------- | ---------- | ---------- | ---------- | ------- | --------- | ---------- | ------ |
| Gales     | 3          | 3          | 0          | 0          | 65      | 24        | +41        | 9      |
| Sudáfrica | 3          | 2          | 0          | 1          | 41      | 45        | −4         | 7      |
| Escocia   | 3          | 1          | 0          | 2          | 61      | 41        | +20        | 5      |
| Rusia     | 3          | 0          | 0          | 3          | 24      | 81        | −57        | 3      |

## Fase Final

### Cuartos de final
| 6 de mayo | Inglaterra | 19 - 14 | Sudáfrica |  |  |

| 6 de mayo | Fiyi | 34 - 10 | Samoa |  |  |

| 6 de mayo | Gales | 7 - 17 | Australia |  |  |

| 6 de mayo | Nueva Zelanda | 36 - 5 | Argentina |  |  |

### Semifinal
| 6 de mayo | Inglaterra | 26 - 21 | Fiyi |  |  |

| 6 de mayo | Australia | 7 - 22 | Nueva Zelanda |  |  |

### Final
| 6 de mayo | Inglaterra | 14 - 29 | Nueva Zelanda |  |  |

| Bandera de Nueva Zelanda |
| Campeón Nueva Zelanda    |
| 3º título del circuito   |